# Zbigniew Białecki (1925–2010)
Zbigniew Julian Białecki (ur. 29 lipca 1925 w Dubnie, zm. 15 czerwca 2010) – polski polityk, poseł na Sejm PRL VII i VIII kadencji.

## Życiorys
Syn Stanisława i Zofii. W czasie II wojny światowej ochotniczo wstąpił do 1 Armii Wojska Polskiego. Skierowany do Oficerskiej Szkoły Artylerii w Riazaniu. W szeregach 2 Warszawskiej Dywizji Piechoty przeszedł szlak bojowy od Wisły do Łaby. Po zdemobilizowaniu w 1947 podjął pracę w administracji, później w Komitecie Powiatowym Polskiej Partii Robotniczej w Nidzicy w ówczesnym województwie olsztyńskim (wstąpił do tej partii w lutym 1947). Zajmował kolejno stanowisko I sekretarza Komitetów Powiatowych PZPR w Piszu (1949–1951), Olsztynie (1951), Braniewie (1963–1964) oraz Iławie (1966–1966). Dodatkowo od 1957 do 1964 kierował Komitetem Miejskim PZPR w Białymstoku, a w latach 1954–1957 i 1969–1975 zajmował stanowiska kierownika wydziałów i sekretarza w Komitetach Wojewódzkich w Olsztynie i Białymstoku.
W 1963 uzyskał wykształcenie wyższe ekonomiczne w Wyższej Szkole Nauk Społecznych przy KC PZPR. I sekretarz Komitetu Wojewódzkiego Polskiej Zjednoczonej Partii Robotniczej w Suwałkach (od marca 1975) oraz I sekretarz KW PZPR w Olsztynie, a także szef WRN w Suwałkach. Zastępca członka KC PZPR. W 1976 uzyskał mandat posła na Sejm PRL VII kadencji w okręgu Suwałki z ramienia PZPR. Zasiadał w Komisji Pracy i Spraw Socjalnych. W 1980 uzyskał reelekcję, w Sejmie VIII kadencji zasiadał w tej samej komisji.
Został pochowany na cmentarzu komunalnym w Olsztynie.